# بوکس در المپیک تابستانی ۱۹۶۴
مشت‌زنی در بازی‌های المپیک تابستانی ۱۹۶۴ نام رویداد ورزش مشت‌زنی در بازی‌های المپیک تابستانی بود که در سال ۱۹۶۴ برگزار شد.

## جدول مدال‌ها
| رتبه | کشور                | طلا | نقره | برنز | مجموع |
| ۱    | اتحاد شوروی         | ۳   | ۴    | ۲    | ۹     |
| ۲    | لهستان              | ۳   | ۱    | ۳    | ۷     |
| ۳    | ایتالیا             | ۲   | ۰    | ۳    | ۵     |
| ۴    | ایالات متحده آمریکا | ۱   | ۰    | ۳    | ۴     |
| ۵    | ژاپن                | ۱   | ۰    | ۰    | ۱     |
| ۶    | تیم متحد آلمان      | ۰   | ۲    | ۱    | ۳     |
| ۷    | فیلیپین             | ۰   | ۱    | ۰    | ۱     |
| ۷    | کره جنوبی           | ۰   | ۱    | ۰    | ۱     |
| ۷    | فرانسه              | ۰   | ۱    | ۰    | ۱     |
| ۱۰   | بلغارستان           | ۰   | ۰    | ۱    | ۱     |
| ۱۰   | فنلاند              | ۰   | ۰    | ۱    | ۱     |
| ۱۰   | غنا                 | ۰   | ۰    | ۱    | ۱     |
| ۱۰   | ایرلند              | ۰   | ۰    | ۱    | ۱     |
| ۱۰   | مکزیک               | ۰   | ۰    | ۱    | ۱     |
| ۱۰   | نیجریه              | ۰   | ۰    | ۱    | ۱     |
| ۱۰   | تونس                | ۰   | ۰    | ۱    | ۱     |
| ۱۰   | اروگوئه             | ۰   | ۰    | ۱    | ۱     |